# يحيى بن سرافيون
يحيى بن سرافيون (ت. نحو 318 هـ / 930 م) هو طبيب سرياني.
هو يحيى (أو يوحنا) بن سرافيون السرياني المسيحي البغدادي. طبب في بغداد ، وعالج خلفاء الدولة العباسية ووزراءهم. من آثاره: «الكناش الكبير» و «الكناش الصغير» كلاهما باللغة السريانية، وقد نقلا إلى العربية، كما نقلها الكريموني إلى اللاتينية.